# Brand (Konradsreuth)
Brand ist ein Gemeindeteil der Gemeinde Konradsreuth im Landkreis Hof (Oberfranken, Bayern). Brand liegt in der Gemarkung Föhrenreuth.

## Geografie
Unmittelbar nördlich des Weilers befindet sich der Flugplatz Hof-Plauen. Ein Anliegerweg führt 300 Meter östlich zur Kreisstraße HO 37 bei Pirk. Bei der HO 37 entspringt ein namenloser linker Zufluss der Ölsnitz.

## Geschichte
Von 1797 bis 1810 unterstand Brand dem Justiz- und Kammeramt Hof. Infolge des Ersten Gemeindeedikts wurde Brand dem 1812 gebildeten Steuerdistrikt Konradsreuth und der zugleich entstandenen Ruralgemeinde Föhrenreuth zugewiesen. Zum 1. Oktober 1954 wurde Brand an die Gemeinde Martinsreuth abgetreten. Im Zuge der Gebietsreform in Bayern wurde Brand am 1. Juli 1972 nach Konradsreuth eingemeindet.

### Einwohnerentwicklung
| Jahr      | 1819  | 1861  | 1871   | 1885   | 1900   | 1925   | 1950   | 1961   | 1970   | 1987   | 2025  |
| Einwohner | *     | 14    | 11     | 15     | 16     | 15     | 19     | 16     | 15     | 7      | 9     |
| Häuser    |       |       |        | 2      | 2      | 2      | 3      | 3      |        | 3      |       |
| Quelle    | [ 5 ] | [ 9 ] | [ 10 ] | [ 11 ] | [ 12 ] | [ 13 ] | [ 14 ] | [ 15 ] | [ 16 ] | [ 17 ] | [ 1 ] |

## Religion
Brand ist evangelisch-lutherisch geprägt und bis heute nach St. Michaelis (Hof) gepfarrt.